# Майорка (Черновицкая область)
Майорка (укр. Майорка) — село в Кельменецкой поселковой общине Днестровского района Черновицкой области Украины.
Население по переписи 2001 года составляло 88 человек.
Расположена на границе лесной зоны, в 6 километрах от села Днестровское водохранилище, ближайший населенный пункт Комаров 4 км.

## История
Майорка была частью исторического региона Бессарабии Княжества Молдавии с момента основания уезда Хотин.
Согласно Бухарестскому мирному договору, подписанному 16/28 мая 1812 года между Российской империей и Османской империей, в конце русско-турецкой войны 1806—1812 годов Россия оккупировала восточную территорию Молдавии между Прутом и Днестром, по которой рядом с Хотином и Бессарабией, графство Бугеакул, взятое у турок, назвав Бессарабией (в 1813 году) и превратив её в префектуру, разделенную на десять округов (Хотин, Сорока, Бельцы, Оргеев, Лапунья, Тигина, Кагул, Болград Белая крепость, столица префектуры, основанная в Кишиневе).
В начале 19-го века, согласно переписи, проведенной царскими властями в 1817 году, деревня Майорка была частью Верхне-Днестровского района Хотинского уезда.
После союза Бессарабии с Румынией 27 марта 1918 года деревня Майорка была частью состава Румынии на площади Хелменни в Хотинском уезде. В то время большинство населения было украинским.
В результате пакта Молотова — Риббентропа (1939 г.) Бессарабия, Северная Буковина и Земля Герты были аннексированы СССР 28 июня 1940 г. После того, как Бессарабия была оккупирована, Сталин разделил её на три части. Так, 2 августа 1940 года была образована Молдавская ССР, к которой к Украинской ССР присоединились южная часть (румынские уезды Четатея Албэ и Исмаил) и северная (уезд Хотин) Бессарабии, а также север Буковины и уезд Герта. 7 августа 1940 года был создан Чернаугский край, соединивший северную часть Буковины с Землей Герца и большей частью графства Хотин в Бессарабии.
В 1941—1944 годах все территории, вновь вошли в состав Румынии. Затем эти три территории были вновь оккупированы СССР в 1944 году и включены в состав украинской ССР согласно территориальной организации, созданной Сталиным после аннексии 1940 года, когда Бессарабия была разбита на три части.
С 1991 года деревня Майорка входит в состав независимой Украины. Согласно переписи 1989 года, все 94 жителя села объявили себя украинцами по национальности. В настоящее время в деревне проживает 90 жителей, полностью украинская.
До 2020 года входило в Кельменецкий район